# Моменты изображения
Моменты изображения (англ. image moments) в компьютерном зрении, обработке изображений и смежных областях — определённые средневзвешенные значения интенсивности пикселей изображения (называемые моментами), или функция таких моментов. Как правило, выбираются моменты, обладающие полезными свойствами либо важные для понимания.

## Смысл и прикладное значение
В самом общем смысле момент функции — это некая скалярная величина, которая характеризует эту функцию и может быть использована для артикуляции её важных свойств. С математической точки зрения набор моментов является в некотором смысле «проекцией» функции на полиномиальный базис. Он аналогичен преобразованию Фурье, которое представляет из себя проекцию функции на базис из гармонических функций.
Моменты изображения полезны для описания объектов после сегментации. Простые свойства изображения, которые можно найти с помощью моментов, включают в себя площадь (или суммарную интенсивность), геометрический центр и информацию об ориентации. Кроме них в математической статистике давно применяются моменты более высоких порядков, например коэффициент асимметрии и коэффициент эксцесса.

## Вычисление
Центральные моменты оцифрованного изображения {\displaystyle I(i,j)} с размерами M × N могут быть вычислены как суммы следующего вида:
{\displaystyle m_{pq}=\sum _{i=1}^{M}\sum _{j=1}^{N}(i-{\bar {i}})^{p}(j-{\bar {j}})^{q}I(i,j)}
где:
p и q — порядки центрального момента m, соответствующие координатам изображения.
{\displaystyle {\bar {i}}} — начальный момент первого порядка по координате i.
{\displaystyle {\bar {j}}} — начальный момент первого порядка по координате j.